# كلية الملك في كامبريدج
كلية الملك في كامبريدج (بالإنجليزية: King's College)‏ هي كلّية تابعة لجامعة كامبريدج؛ وهي تقع على ضفة نهر كام في مدينة كامبريدج في إنجلترا.
أسس الملك هنري السادس هذه الكلية سنة 1441، وذلك بعد فترة قريبة من تأسيس كلية إيتون. إلا أن الانتهاء من البناء انتهي فعلياً سنة 1544 في عهد الملك هنري الثامن.